# モシリテス
モシリテス（学名：Mosirites）は、約1億年前にあたる前期白亜紀アルビアン期から後期白亜紀セノマニアン期にかけて北太平洋に生息した、アンキロセラス亜目アンモナイトの属。化石は日本の北海道やロシア連邦の樺太島などから産出しており、特にタイプ標本はむかわ町と夕張市から産出している。モシリテス・ミラビリスとモシリテス・サーペンティフォーミスの2種が知られており、いずれも2023年に記載された。両種とも螺環の中央部が立体的な螺旋構造をなす異常巻きアンモナイトであり、またいずれも直径約30センチメートルに達する大型の種である。

## 発見と命名
モシリテス属の化石は1990年代後半に日本・北海道に分布する蝦夷層群で発見された。これらの化石は化石ハンターにより発見されており、回収された化石はむかわ町の穂別博物館や三笠市の三笠市立博物館、東京都台東区の国立科学博物館に収蔵されていた。2021年、国立科学博物館の重田康成を中心とする研究グループがこれらの標本を対象とする研究を開始し、2023年に Mosirites mirabilis と M. serpentiformis の1新属2新種として記載した。
属名はアイヌ語で「（静かな）大地の」あるいは「北海道」を意味するモシㇼ mosir と、アンモナイトの学名に接尾語として広く用いられるギリシャ語で「石」を意味する -ites に由来する。M. mirabilis の種小名である mirabilis はラテン語で「驚くべき」「素晴らしい」を意味し、同じく北海道から産出するニッポニテス・ミラビリスと共通する。M. serpentiformis の種小名 serpentiformis はラテン語で「ヘビ」を意味する serpens と「形」を意味する forma にちなむ。

## 特徴
モシリテスの螺環は中央部が立体的な螺旋を描き、それに続く外縁の螺環は隙間を空けて同一平面上に巻く。殻の表面には殻の成長方向とほぼ直角に交わる形で細肋が並び、また4列に並んだ棘状の結節が発達する。縫合線は深い二股のローブと深い非対称の二股のサドルからなる。4列の結節と、成長につれて平面的になる螺旋の巻き方は、共にアニソセラス科に共通する特徴でもある。ただし、成長後期段階にあたる平面螺旋の螺環に細肋が存在することと、またそもそもの殻の直径が大きいことは、既知のアニソセラス科から本属を区別できる特徴である。また、平面状になった螺環が直線状にならず末端まで螺旋を描くことも特徴1つに挙げられる。
モシリテス・ミラビリス
ホロタイプ標本HMG-2412は直径325ミリメートル。成長初期段階の立体螺旋の螺環と成長後期段階の平面螺旋の螺環の巻軸が大きく斜行する点を特徴とする。すなわち、立体的な螺旋を描いた後、巻軸は約45°回転した先の同一平面状に平面の螺旋を描くようになる。細肋や結節といった殻修飾は房錐で強度を増すが、螺環が複数回収縮した後、肋は細くなり、結節は消失する。さらにその後には肋骨は粗くなり、また縮小した結節が住房の肋の上に断続的に現れるようになる。
モシリテス・サーペンティフォーミス
ホロタイプ標本MCM-A654は直径320ミリメートル。成長初期段階の立体螺旋の螺環と成長後期段階の平面螺旋の螺環の巻軸が一致する点を特徴とする。また、肋はモシリテス・ミラビリスと比較して細かい。成長後期段階では、細肋同士の間に襟肋が生じ、それに続いて狭窄が発生する。結節も矮小化する。

## 時空間分布
モシリテスの化石は北太平洋域から産出している。M. mirabilis のホロタイプ標本HMG-2412は北海道中軸部の穂別地域から産出しており、パラタイプ標本も穂別地域・大夕張地域・幌加内地域・稚内地域から産出している。また、先行研究ではアニソセラス属の未定種として扱われていたアメリカ合衆国アラスカ州の化石もモシリテスの新属記載に際して M. mirabilis として判断されている。M. serpentiformis のホロタイプ標本MCM-A654も北海道の大夕張地域から産出しており、また記載に際してタイプ標本としては扱われなかったがロシア連邦樺太島南部から産出した化石も本種として判断されている。
モシリテス属の2種はそれぞれ産出する地層の年代が異なる。M. serpentiformis はモルトニセラス含有層から化石が産出しており、これは地質時代区分において前期白亜紀の後期アルビアン期の地層にあたる。一方、M. mirabilis の化石は大夕張地域でモルトニセラス含有層からも産出しているものの、他の地域では Graysonites wooldridgei 帯から Mantelliceras saxbii 帯にかけて産出する。この化石帯は地質時代区分において後期白亜紀の前期セノマニアン期の地層にあたる。すなわち、M. mirabilis は M. serpentiformis よりも新しい時代の種ということになる。Shigeta et al., 2023では、M. serpentiformis を祖先とする2種の祖先-子孫関係が類推されている。
なお、モシリテス属そのものの祖先も推測されている。アメリカ合衆国オレゴン州の後期アルビアン期の地層からはアニソセラス属の Anisoceras merriami が知られており、本種が起源となってモシリテス属がアルビアン期の北太平洋地域に出現したと推測される。

## 展示
1属2種の命名を記念して、M. serpentiformis は三笠市立博物館で、M. mirabilis は穂別博物館で、それぞれスポット展示が実施された。